# Hirtella macrosepala
Hirtella macrosepala är en tvåhjärtbladig växtart som beskrevs av Noel Yvri Sandwith. Hirtella macrosepala ingår i släktet Hirtella och familjen Chrysobalanaceae. Inga underarter finns listade i Catalogue of Life.